# Justin Mapletoft
Justin Mapletoft (* 11. Januar 1981 in Lloydminster, Saskatchewan) ist ein ehemaliger kanadischer Eishockeyspieler, der im Verlauf seiner aktiven Karriere zwischen 1997 und 2012 unter anderem 40 Spiele für die New York Islanders in der National Hockey League (NHL) auf der Position des Centers bestritten hat. Darüber hinaus absolvierte Mapletoft annähernd 350 weitere Spiele in der American Hockey League (AHL) und war drei Spielzeiten in der Deutschen Eishockey Liga (DEL) aktiv.

## Karriere
Mapletoft begann seine Karriere im Sommer 1997 bei den Red Deer Rebels in der kanadischen Juniorenliga Western Hockey League (WHL). Nachdem er sich dort kontinuierlich gesteigert und bereits in seinem dritten Jahr zu den teamintern besten Scorern gehört hatte, wurden die Scouts der National Hockey League (NHL) auf den Linksschützen aufmerksam. Während des NHL Entry Draft 1999 wurde er von den New York Islanders in der fünften Runde an insgesamt 130. Position ausgewählt. Der gelernte Center blieb anschließend noch zwei Jahre in der WHL und konnte seine Punkteausbeute erneut steigern. Sein letztes Jahr bei den Deer Rebels, war zugleich sein bestes, so konnte er in 70 Spielen 120 Scorerpunkte erzielen und eine Plus/Minus-Statistik von +45 aufweisen. 
Im Sommer 2001 wechselte Mapletoft in die American Hockey League (AHL) zu den Bridgeport Sound Tigers, dem Farmteam der New York Islanders. Der damals 20-Jährige hinterließ auch bei den Sound Tigers einen guten Eindruck und erhielt während der Spielzeit 2002/03 erstmals die Chance, sich in der NHL zu beweisen. Letztlich absolvierte er elf NHL-Spiele, in denen er vier Scorerpunkte erzielte. Nach zwei weiteren Jahren, in denen er überwiegend in der AHL eingesetzt worden war, entschied sich der Kanadier für einen Wechsel nach Europa und unterschrieb einen Vertrag bei Jokerit Helsinki aus der finnischen SM-liiga. Nach nur 18 Spielen für den finnischen Renommierklub, zog es ihn in die schwedische Elitserien zum Södertälje SK, bei denen er die Saison beendete. Zur Spielzeit 2006/07 wurden die Verantwortlichen der Nürnberg Ice Tigers auf den Angreifer aufmerksam und konnten ihn von einem Engagement in der Deutschen Eishockey Liga (DEL) überzeugen.
Nach dem Saisonende nahm Mapeltoft schließlich ein Angebot der Ottawa Senators an. In der kanadischen Hauptstadt spielte er allerdings keine Rolle und wurde ausschließlich in deren Farmteam, den Binghamton Senators, eingesetzt. Nachdem er sich daraufhin kaum noch Chancen auf einen möglichen Durchbruch in der NHL machte, schloss er sich im Sommer 2008 dem EC VSV aus der österreichischen Erste Bank Eishockey Liga (EBEL) an. Zwischen September 2009 und März 2011 stand Mapletoft im Kader der Straubing Tigers aus der DEL. Anschließend stand er zwischen Juli und November 2011 bei den Schwenninger Wild Wings in der 2. Eishockey-Bundesliga unter Vertrag. Am 16. November 2011 wurde er aus dem Kader gestrichen, nachdem er in 14 Spielen sechs Vorlagen erzielt hatte. Einen Tag später schloss sich der Kanadier dem HC Sierre aus der Schweizer National League B (NLB) an, ehe er nach nur zwei Spielen innerhalb der Liga zum EHC Basel wechselte. Nach der Saison beendete der 31-Jährige im Sommer 2012 seine aktive Karriere.

## Erfolge und Auszeichnungen
| - 1999 Teilnahme am CHL Top Prospects Game - 2000 WHL East First All-Star Team - 2001 President’s-Cup-Gewinn mit den Red Deer Rebels - 2001 Memorial-Cup-Gewinn mit den Red Deer Rebels | - 2001 Four Broncos Memorial Trophy - 2001 Bob Clarke Trophy - 2001 WHL East First All-Star Team - 2001 CHL First All-Star Team |

## Karrierestatistik
(Legende zur Spielerstatistik: Sp oder GP = absolvierte Spiele; T oder G = erzielte Tore; V oder A = erzielte Assists; Pkt oder Pts = erzielte Scorerpunkte; SM oder PIM = erhaltene Strafminuten; +/− = Plus/Minus-Bilanz; PP = erzielte Überzahltore; SH = erzielte Unterzahltore; GW = erzielte Siegtore; 1 Play-downs/Relegation; Kursiv: Statistik nicht vollständig)